# Laureano Calderón Arana
Laureano Calderón y Arana (Madrid, 4 de julio de 1847-Madrid, 4 de marzo de 1894) fue un químico, farmacéutico, físico y cristalógrafo español, hermano del también científico Salvador Calderón y del periodista Alfredo Calderón. Relacionado con la Institución Libre de Enseñanza, fue inventor de un instrumento para estudios cristalográficos denominado «estauróscopo» y uno de los pioneros en el estudio y enseñanza de la bioquímica en España.

## Trayectoria
Hijo de Antonio María Calderón, natural de Campuzano, provincia de Santander, y de María Ignacia Arana de Barrenechea, natural de Usúrbil; nació en Madrid el 4 de julio de 1847. Tuvo como hermanos a Alfredo, que nació tres años más tarde, en 1850, y Salvador. Discípulo de Manuel Rioz y Pedraja, se licenció en Farmacia en 1866 en la Universidad Central; además pronto ganó, por oposición, el puesto de ayudante y de auxiliar en la Facultad de Farmacia de dicha institución.
Tras unas oposiciones que hizo en 1874, obtuvo el puesto de catedrático de Química Orgánica en la Universidad de Santiago. Se ha señalado su inclusión, durante la década de 1870, en un grupo de seguidores de las líneas de pensamiento darwinista, denominado «movimiento novísimo de filosofía natural», término acuñado al parecer por su hermano Alfredo, entre los que se habrían encontrado además de Laureano Calderón, los científicos Augusto González de Linares, Odón de Buen, su otro hermano —Salvador—, Blas Lázaro Ibiza, Enrique Serrano Fatigati o José Rodríguez Carracido. Fue seguidor de las ideas de Julián Sanz del Río y Francisco Giner de los Ríos, habiendo sido descrito como «discípulo» de estos.
| No he sido nombrado profesor para formar catecúmenos de ningún sistema político, sino sólo para enseñar ciencia, en la que se busca la verdad, sin distinción de orígenes. —Laureano Calderón Arana (Varios autores, 1994, p. 480) |

Tras las medidas tomadas por el marqués de Orovio, ministro de Fomento, respecto a la Instrucción Pública, las protestas de Calderón en defensa de la libertad de cátedra —tachadas de «enérgicas» y «vehementes»— provocaron que fuera hecho preso, en compañía de Augusto González de Linares, en el castillo de San Antón de La Coruña, después de una Real Orden con fecha 12 de abril de 1875.

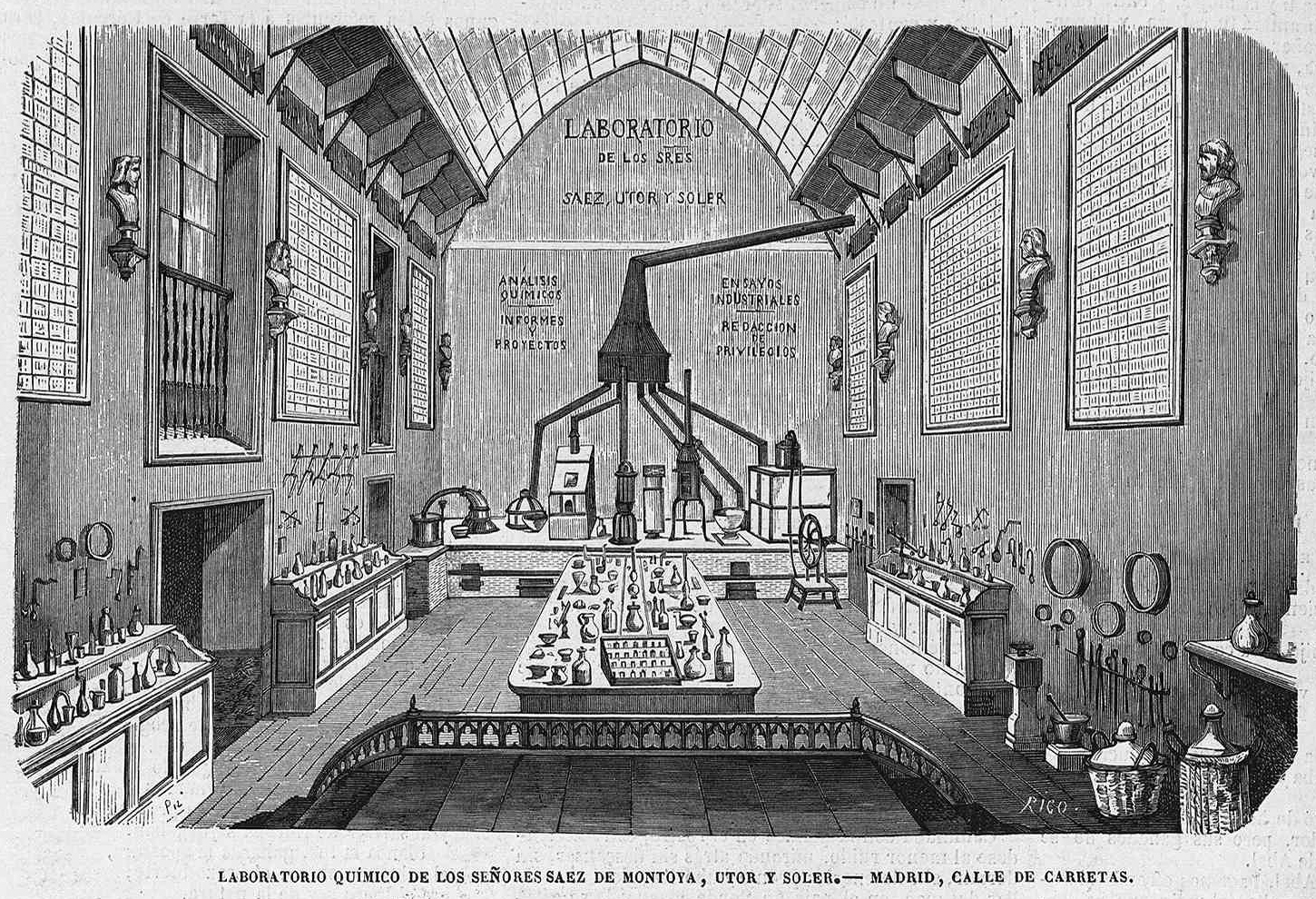
Laboratorio químico de Saez, Utor y Soler en 1868, antes de ser adquirido por Calderón, calle de Carretas, Madrid, en El Museo Universal.

Conseguida la libertad, aunque despojado de su cátedra, se trasladó a París, al decidir expatriarse; allí llegó a ser discípulo de Marcellin Berthelot, a quien ayudó en sus estudios de síntesis química y cuyos trabajos de termoquímica continuó más adelante. Más tarde emigró a Alemania, donde estudió cristalografía junto a Paul von Groth, en Estrasburgo, donde poco después fue nombrado director de trabajos prácticos de Cristalografía y Mineralogía. En esta estancia en ambos países también trabajó con Claude Bernard, Éleuthère Mascart o Felix Hoppe-Seyler. Calderón ideó un instrumento para estudios cristalográficos que tenía el nombre de «estauróscopo».
Tras sus experiencias en el extranjero, retornó a España, en 1880. Considerado uno de los creadores de la Institución Libre de Enseñanza —al dar sus protestas contra el marqués de Orovio, junto a las de otros profesores, pie al nacimiento de esta— y un «prestigioso hombre de ciencia de la Institución», estuvo de hecho incluido en la lista de profesores de la ILE, pero no llegó nunca a ejercer como tal. Su cátedra no fue restablecida hasta el 3 de marzo de 1881, cuando el ministro de Fomento José Luis Albareda declaró reintegrados sus derechos. Miembro de algunas sociedades científicas extranjeras, formaba parte de la Comisión Internacional para la reforma de la nomenclatura química y se le otorgaron cargos honoríficos en diversos congresos científicos a los que asistió. Según José Gutiérrez Abascal, «Laureano Calderón era mucho más conocido como químico eminente en el extranjero, y sobre todo en Alemania y en Francia, que en España».

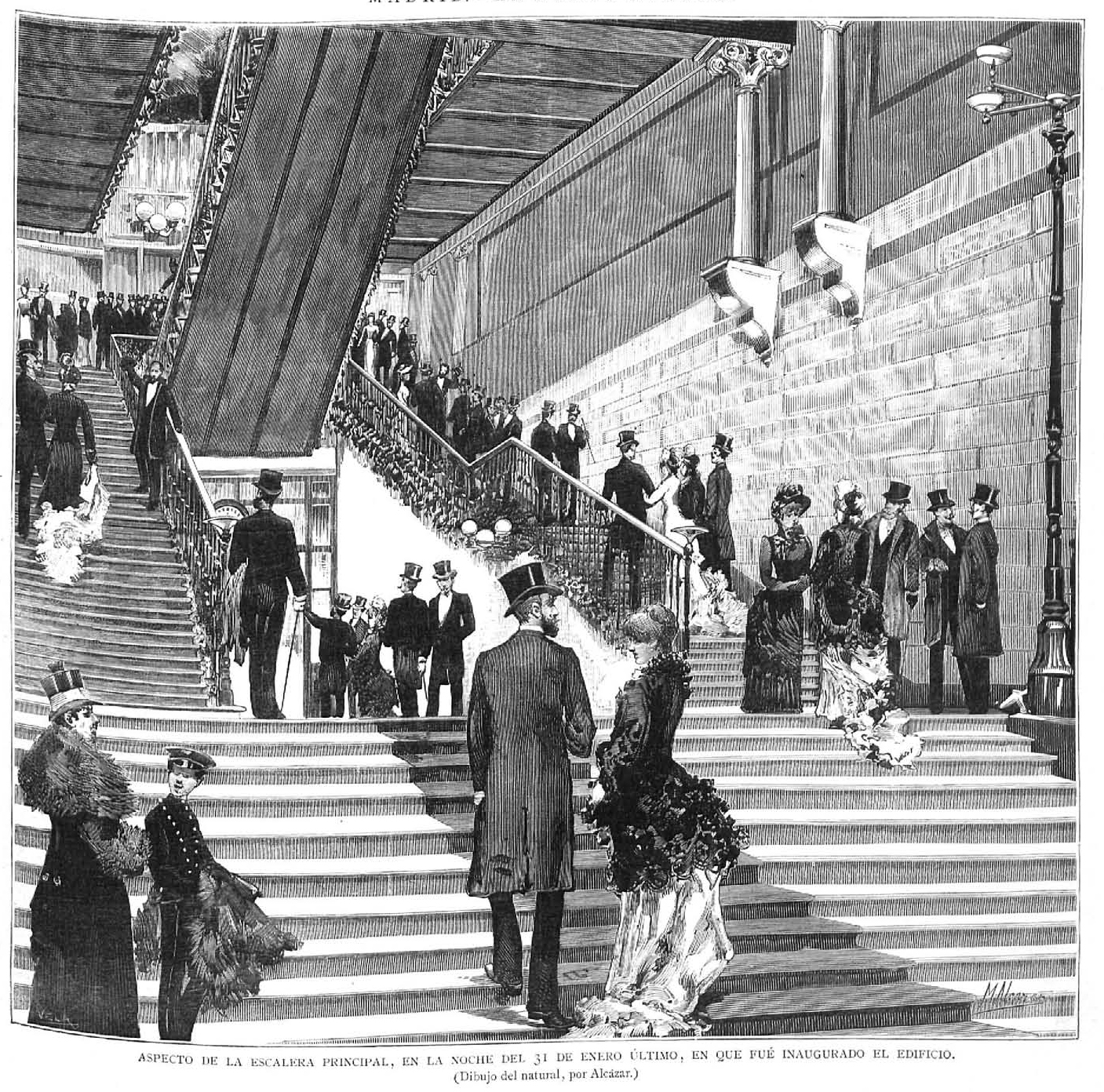
Inauguración en 1884 del nuevo edificio del Ateneo, en La Ilustración Española y Americana.

Tuvo un laboratorio instalado en la calle de Carretas, adquirido en 1880 y fundado originalmente por Saez, Utor y Soler, donde se realizaban análisis de diversas sustancias, entre ellas orina. En 1884 se le pidió que estudiara el aprovechamiento industrial de la laguna de Fuente Piedra, proponiendo la instalación de una fábrica de abonos; fue promotor de la Compañía Agrícola Salinera, cuya dirección se le encomendó y que trabajó en la producción de superfosfatos.
En 1884 dio un notable discurso en el Ateneo de Madrid —institución de cuya sección de Ciencias Naturales fue presidente, reelegido, por un periodo de tres años— con motivo de la inauguración del nuevo edificio de la institución, en el que Calderón expresó «su firme convicción de que la nueva ciencia de la termodinámica aportaba la base fundacional para resolver los apremiantes problemas de la sociedad».
En 1888 le fue concedida la cátedra de Química Biológica e Historia Crítica de la Farmacia en la Universidad Central de Madrid, hecho que se ha asociado con el comienzo de la bioquímica en España, aunque otros le asignan el mérito a Carracido, posterior a Arana. En 1892 dio el discurso La química descriptiva y la química racional en la Universidad Central, como apertura del curso académico.
Fue autor de Los explosivos y pólvoras sin humo, una obra que no llegó a ver publicada; en este sentido se ha subrayado negativamente su no muy destacable actividad investigadora y que no tradujera obras foráneas, de hecho, según Francisco Javier Puerto, la historiografía conservadora le habría colgado la etiqueta de «divulgador», despreciando su labor científica. Fallecido el 4 de marzo de 1894 en Madrid a la edad de cuarenta y seis años, fue enterrado en el cementerio civil de la ciudad.

## Notas

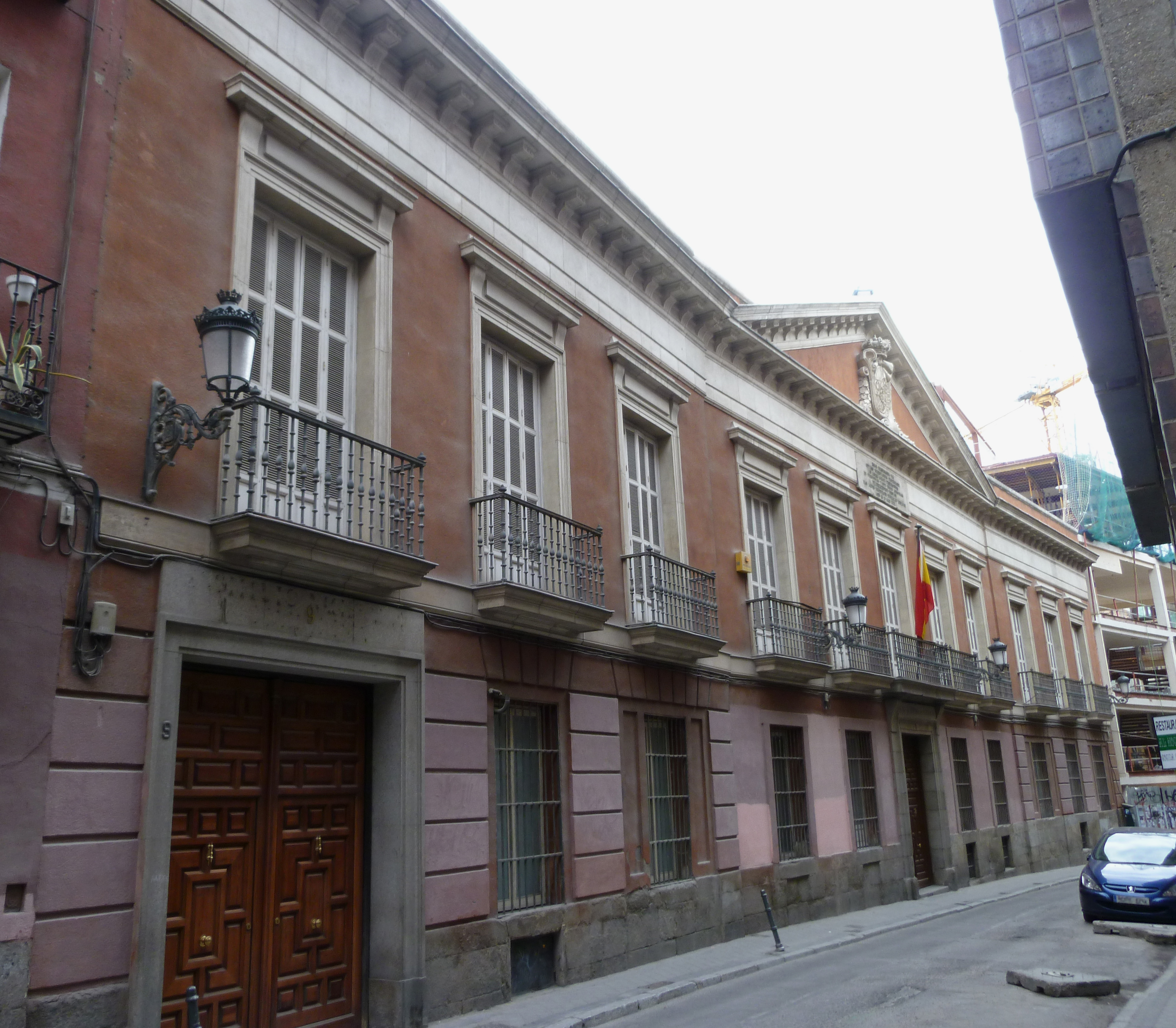
Actual sede de la Real Academia Nacional de Farmacia en la calle de la Farmacia —antes «calle de San Juan»—, antigua ubicación de la Facultad de Farmacia de la Universidad Central.